# Ernesto Ramiro Estacio
Ernesto Ramiro Estacio es un político colombiano miembro del Movimiento Autoridades Indígenas de Colombia y ha sido elegido por elección popular para integrar el Senado de Colombia.

## Congresista de Colombia
En las elecciones legislativas de Colombia de 2006, Ramiro Estacio fue elegido senador de la república de Colombia por el Movimiento Autoridades Indígenas de Colombia.

### Iniciativas
El legado político de Ernesto Ramiro Estacio se identifica por su participación en las siguientes iniciativas desde el congreso:

- Ordenamiento territorial en desarrollo de los artículos 286, 329 y 330 de la Constitución Política.[3]
- Modificación del artículo 29 y adición de un nuevo capítulo a la Constitución Política de Colombia.[4]
- Expedición de normas orgánicas en materia de ordenamiento territorial en desarrollo de los artículos 286, 329 y 330 de la Constitución Política.[5]
- Servicio militar voluntario.[6]

## Carrera política
Su trayectoria política se ha identificado por:

### Partidos políticos
A lo largo de su carrera ha representado los siguientes partidos:
| Partido político                             | Fecha Inicio        | Fecha Fin           |
| Movimiento Autoridades Indígenas de Colombia | 20 de julio de 2006 | 19 de julio de 2010 |

### Cargos públicos
Entre los cargos públicos ocupados por Ernesto Ramiro Estacio, se identifican:
| Cargo público                                                                                        | Partido político                             | Fecha Inicio         | Fecha Fin               |
| Senador de la República de Colombia                                                                  | Movimiento Autoridades Indígenas de Colombia | 20 de julio de 2006  | 20 de julio de 2010     |
| Consultor Proyecto Caracterización Sociocultural en Salud de los Pueblos Indígenas de Nariño         | Movimiento Autoridades Indígenas de Colombia | 5 de enero de 2003   | 15 de diciembre de 2003 |
| Miembro de la Mesa Nacional de Concertación de los Pueblos Indígenas ante el Ministerio de Educación | Movimiento Autoridades Indígenas de Colombia | 1 de febrero de 2002 | 1 de febrero de 2004    |
| Miembro del Concejo Mayor de Educación de los Pastos                                                 | Movimiento Autoridades Indígenas de Colombia | 1 de enero de 2002   | 1 de enero de 2005      |
| Gobernador del Cabildo Indígena de Panan (Nariño)                                                    | Movimiento Autoridades Indígenas de Colombia | 1 de enero de 2000   | 1 de enero de 2002      |